# فالح الظاهري
فالح بن محمد الظاهري الحازمي الحربي لواء سابق في القوات المسلحة السعودية، اشتهر اسمه ب حادثة الحرم المكي التي وقعت في ( محرم 1400هـ/ 1979م) حيث كان قائد عملية تطهير المسجد الحرام من فتنة جهيمان العتيبي. أصبح بعدها قائدا للمنطقة الشمالية الغربية (تبوك) في عهد الملك خالد، ثم قائدا لكلية الملك عبدالعزيز الحربية.

## نبذة
هو: فالح بن محمد بن مناور بن ساطي بن برغش بن خلف بن فرهود بن خنيفر بن عيد الظاهري من الحوازم من بني سالم، من قبيلة حرب. والده كان أيضا ضابطاً في الجيش والذي دخله في وقت متأخر من عمره في أواخر عهد الملك عبد العزيز وتقاعد برتبة (رائد) في عهد الملك سعود. ولد في مكة 16 ذو القعدة 1358هـ الموافق 27 من ديسمبر عام 1939م، ونشأ في مدينة أبها (بسبب تنقلات والده في المناصب العسكرية) وأكمل دراسته فيها ثم التحق بالمدرسة العسكرية بالطائف (قبل نقلها إلى الرياض وتحويلها إلى كلية)، وتخرج من الدورة رقم (10) من المدرسة العسكرية بالطائف.

## الدورات والمؤهلات
الدورات والمؤهلات الحاصل عليها:
- دورة القفز المظلي
- الدورة التأسيسية ضباط مشاه
- دورة الفدائيين
- الدورة المتقدمة ضباط مشاه
- الدورة المتقدمة ضباط مشاه بالولايات المتحدة الأمريكية
- (دورة القيادة والأركان بالولايات المتحدة الأمريكية(ماجستير العلوم العسكرية)

## المناصب
- المناصب المهمة التي تولاها:
- قائد جناح المعلومات بمدرسة المشاة
- مدير إدارة المساعدات الخارجية بوزارة الدفاع والطيران (وعمل اللواء فالح الظاهري في هذا المنصب بالقرب من الأمير سلطان بن عبدالعزيز)
- مدير إدارة التدريب للقوات البرية
- قائد لواء الملك عبد العزيز الآلي (العشرون) بتبوك
- قائد المنطقة الشمالية الغربية ( تبوك )
- قائد كلية الملك عبد العزيز الحربية